# Cobreobjectes

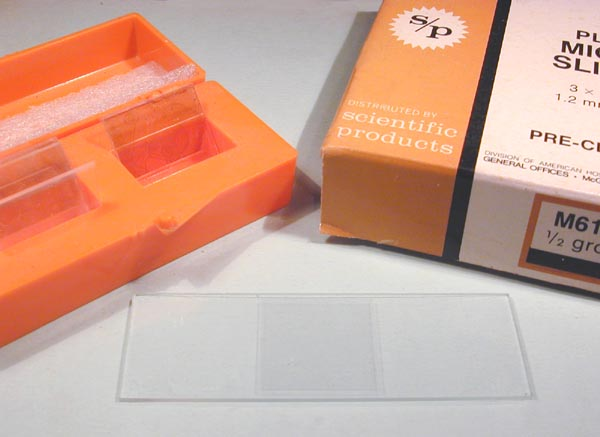
Foto d'un cobreobjectes situat a sobre i al mig d'un portaobjectes.

Un cobreobjectes és un vidre molt prim quadrat o rectangular de 20x20 o 20x40mm i molt fràgil, s'utilitza per cobrir les preparacions (es posa sobre la mostra que està sobre el portaobjectes) i perquè no s'embrutin els objectius i per protegir les preparacions permanents de la pols, la humitat, els paràsits…